# Richard Sadebeck
Richard Emil Benjamin Sadebeck (Breslavia, 20 maggio 1839 – Merano, 11 febbraio 1905) è stato un micologo e botanico tedesco.

## Biografia
Era il fratello maggiore del mineralogista Alexander Sadebeck (1843–1879).
Studiò scienze naturali presso l'Università di Breslavia come allievo di Heinrich Göppert. Dal 1865 al 1876 lavorò come insegnante a Berlino, poi si trasferì ad Amburgo dove tenne lezione allo Johanneum. Dal 1883 al 1901 era direttore del Museo Botanico di Amburgo.
Nel 1893 descrisse il genere di funghi Magnusiella (syn. Taphrina).

## Opere
- De Montium Inter Vistritium et Nissam Fluvios Sitorum Flora, 1864.
- Die Entwicklung des Keimes der Schachtelhalme, 1878.
- Kritische Untersuchungen über die durch Taphrina-Arten hervorgebrachten Baumkrankheiten, 1890.
- Die parasitischen Exoasceen : eine Monographie, 1893.
- Filices Camerunianae Dinklageanae, 1896.
- Hydropteridineae, 1897.
- Die wichtigeren Nutzpflanzen und deren Erzeugnisse aus den deutschen Colonien, 1897.
- Die Kulturgewachse der deutschen Kolonien und ihre Erzeugnisse (1899, capitolo 10 di Ernest Friedrich Gilg).[4]